# Horîn, Malîn
Horîn (în ucraineană Горинь) este localitatea de reședință a comunei Horîn din raionul Malîn, regiunea Jîtomîr, Ucraina.

## Demografie
Componența lingvistică a localității Horîn
     Ucraineană (96,43%)
     Rusă (3,57%)
Conform recensământului din 2001, majoritatea populației localității Horîn era vorbitoare de ucraineană (96,43%), existând în minoritate și vorbitori de rusă (3,57%).